# Johanna Spyri
Johanna Spyri (Hirzel, 12 de juny de 1827 - Zúric, 7 de juliol de 1901) va ser una escriptora suïssa. Va néixer com a Johanna Louise Heusser, però, com era de costum, va perdre el seu cognom en casar-se amb Bernhard Spyri, secretari de la ciutat de Zuric. És famosa per el conte de Heidi, un de la cinquantena de contes infantils que va escriure, que destaca pels molts elements extrets de la vida real que hi va incorporar. És l'autora suïssa més llegida i més traduïda, tot i que no se sap gaire de la seva vida. Com són espòs era un edil de la ciutat de Zuric, l'esposa, en aquesta època, tenia l'obligació de romandre discreta.
A l'escola primària d'Hirzel,on va aprendre a llegir i escriure, el 1981 va ser estrenat el Museu Johanna Spyri.
Altres obres seves són Grittli, Jörli, La petita salvatge, El llac dels somnis, Sense pàtria (Heimatlos), Sina i Verirrt und Gefunden.
Amb el temps, Heidi va esdevenir més famosa que la seua creadora, ja que és un dels personatges més coneguts de la literatura suïssa en general i de la literatura infantil en particular. No només és un personatge de ficció, sinó l'encarnació al·legòrica de la natura idíl·lica dels Alps amb les seues praderies, muntanyes i paisatges idíl·lics.
| « | Des de la riallera i antiga ciutat de Maienfeld ix un caminal que, entre verds camps i atapeïts boscos, arriba fins al peu dels Alps majestuosos, que dominen aquella part de la vall. Des d'ací, el caminal comença a pujar fins al cim de les muntanyes a través de prats de pastura i oloroses herbes que abunden en tan elevades terres. | » |

## Orígens
Johanna Spyri va nàixer a Suïssa com Johanna Louise Heusser, el 12 de juny de 1827, al llogaret de Hirzel, en les altures, a un deu quilòmetres de Zúric.
Hirzel és un petit poblet situal en la verda falda d'un tossal. Per a arribar-hi cal travessar extensos boscos de pins; quan aquests acaben, el camí està vorejat per arbres fruiters. Al poblet hi ha flors pertot arreu, les cases són petites i confortables, tenint la majoria d'elles una horta i també jardí.
Johanna va ser la quarta filla de la poetessa Meta Sebweizer i el metge Johann Heusser. Sa casa blanca, que encara es conserva, està situada en els afores de Hirzel, just quan el terreny comença a ascendir la muntanya verda. Des de la finestra del pis superior, s'obté una vista dels pins i del Llac de Zuric. Johanna va ser una xiqueta sensible, amb enorme amor per la música, les aus i les flors dels camps alpins i dels boscos pròxims a la seua llar.
L'escola a la qual van assistir, primer Johanna i després els seus germans, havia estat un graner al mig d'un sementici. Segurament el seu primer mestre degué ser molt poc hàbil per a confondre la seua timidesa amb ganduleria, humiliant-la constantment davant de tota la classe. El resultat va ser que la va traure d'allí i la va enviar a l'altra escola del poble, que funcionava en casa del pastor de la vila.
Als catorze anys, Johanna se'n va anar a viure a Zuric a la casa d'una tia, on va assistir durant dos períodes lectius a classes de llengües estrangeres i va prendre lliçons de piano. Després va passar un any a un internat d'Yverdon, ciutat pertanyent a la Suïssa de parla francesa.
Era una aficionada de música. Li agradava molt el piano, fins que va sentir un dia el so de l'arpa. Un dia, quan caminava amb la seua amiga Netti Fries pels carrers de la ciutat, van veure una arpa en la vitrina d'una botiga. Van decidir comprar-la però no tenien prou diners. Llavors van sacrificar els seus estalvis, van ajuntar els diners d'ambdues i la van comprar. Com no es decidien en quina de les cases deixar l'arpa, van arribar a un acord: la intercanviarien cada dues setmanes. Així va ser que Johanna va complir un dels seus més grans somnis: aprendre instrument de corda.
Durant set anys, entre 1845 i 1852, Johanna va exercir de mestra de les seues germanes menors, aprofitant el temps lliure per a fer lectures que van anar enriquint el seu capital intel·lectual i espiritual. En les èpoques de vacances, la seua afinitat amb la naturalesa la portava cap a la regió de Chur, escenari que després seria traslladat com la principal escenografia de l'acció de Heidi.
L'any 1852, la seua vida va canviar radicalment. El seu germà Theodor, estudiant de medicina, tenia un amic estudiant de dret, Bernard Spyri, qui desenvolupava també les tasques d'editor d'un diari. Arran d'una visita a Theodor, Bernard va conèixer Johanna, es van enamorar i van acabar casant-se. El matrimoni va instal·lar-se definitivament a Zuric.

## Establiment a Frankfurt
Per a ocupar el temps que li quedava lliure i per a no sentir-se tan sola, sobretot perquè sentia molta nostàlgia del seu lloc de naixement, va començar a participar, junt amb dues amigues, en un grup artístic i literari. No obstant aquestes distraccions, el seu esperit va anar decaient fins a sumir-se en una pregona depressió i un gran sentiment de soledat. Aquesta vivència seria traslladada després a la història d'Heidi, quan la xiqueta ha de deixar Suïssa per a viure a Frankfurt, lluny de l'aire pur i del so del vent entre les fulles dels pins. Només va poder superar la malaltia quan va nàixer el seu fill, Bernhard, l'any 1855.
A partir de 1868, el Sr. Spyri és nomenat comptador de la ciutat. A causa de les noves obligacions i d'haver de freqüentar altres cercles socials, el matrimoni es va mudar a una casa en el centre de Zuric, pròxima al llac. El seu fill, al mateix temps, avançava en els seus estudis musicals i va arribar a ser un bon violinista, executant duos amb sa mare al piano. Durant esta època, Johanna va començar a escriure amb intensitat, amb l'objecte de recaptar fons per a la Creu Roja Internacional i el seu primer llibre Una fulla en la tomba de Vrony, va veure la llum l'any 1871, signat només amb les inicials J.S. L'any 1870, quan Johanna tenia 43 anys, mentre Europa suportava la guerra francoprussiana, i amb la intenció de distreure el seu fill, la seua ploma va abordar amb passió els propis records infantils, que van anar plasmant-se amb en la vida de la xiqueta òrfena que viurà a les muntanyes amb el seu iaio. Havia nascut Heidi, que seria publicat deu anys més tard, l'any 1880, ja amb el nom de l'autora, d'ací endavant Johanna Spyri.
Entre 1872 i 1873, va continuar produint obres narratives, enllaçades per un tema en comú: les felices vivències del passat, de la infantesa i adolescència, acoblades en el procés del canvi interior que el present ocasionava.
A partir de 1879 va començar el període més productiu en la narrativa de Johanna, escrivint vint llibres en cinc anys, període que correspon a la publicació de Heidi.
1884 és un any tràgic, va quedar sola, quan primer va morir el seu fill, arran d'una llarga malaltia, i després el seu espòs. Va decidir mudar-se de casa cap a un habitatge més cèntrica, i la companyia d'una neboda. A partir de llavors Johanna va fer moltes obres de caritat i va escriure per a delectar la seua neboda, tal com havia fet amb el seu fill tres lustres enrere.
Viuda als cinquanta-tres anys, Johanna Spyri va viure serenament a Zuric. Escrivia contes sobre xiquets que viuen en les muntanyes, amb els seus costums i els seus joguets que ells mateixos fabricaven en diàleg amb els animals i paisatges de l'entorn. De 1886 fins a la seva mort el 1901, va escriure quaranta-vuit contes.
Els seus contes van començar a adquirir fama, Johanna va començar a fer-se molt coneguda i el requeriment dels crítics, editors i gent de lletres era permanent, per la qual cosa l'autora de Heidi va evadir cada vegada més el contacte amb el públic. Desitjava sincerament evitar-ho, perquè preferia «no exposar els aspectes més íntims i profunds de la seua ànima davant dels ulls humans».
Va morir a Zuric, el 7 de juliol de 1901.

## Reconeixement
Suïssa sent vertader orgull de Johanna Spyri i la seua obra, i les ha homenatjat en múltiples oportunitats en segells postals i moneda.
- A Yamanashi, al Japó, es va recrear un parc temàtic «poble de Heidi» inspirat en la versió anime del conte.[7]
- L'Arxiu Heidi va ser reconegut com a Memòria del Món de la UNESCO.[8]